# Mučeniki (film, 2008)
Mučeniki (izviren francoski naslov: Martyrs) je psihološka grozljiva drama iz leta 2008, delo režiserja in scenarista Pascala Laugierja.  Premierno je bil predvajan na filmskem festivalu v Cannesu 2008,  v kina po Franciji pa je bil izdan 3. septembra 2008.
Film je razdelil kritike zaradi ekstremnih prizorov nasilja; povezali so ga z gibanjem New French Extermity.

## Vsebina
Leta 1971 mlado dekle, Lucie Jurin, pobegne iz zapuščene klavnice. kjer so jo fizično zlorabljali več kot eno leto. Nameni njenih ugrabiteljev ostanejo neznani. Lucie pošljejo v sirotišnico, kjer se spoprijatelji z deklico Anno Assaoui, ki ugotovi, da Lucie verjame, da jo ustrahuje duh izmaličene ženske. Zato Anna tolaži Lucie, vedno ko ima nočne more.
15 let pozneje, Lucie odide na dom povsem običajne družine Belfondov, ki jo sestavljajo: Gabrielle, njen mož in njuna otroka Antoine in Marie, ter pobije vse s puško. Medtem nekje drugje Anna čaka Lucie. Čeprav Anna ve, da Lucie verjame, da so Belfondovi krivi za njeno zlorabljanje v otroštvu, je zgrožena, ko ji Lucie pove, da je vse pobila. Ko prispe tja, Anna najde še vedno živo Gabrielle in ji skuša pomagati, vendar jo Lucie dokončno ubije. Lucie nato napade izmaličena ženska, toda Anna vidi le kako se Lucie samopoškoduje, saj je ''ženska'' le psihološki pojav Luciinega občutka krivde, ker je v klavnici pustila še eno dekle, ki so jo mučili. Ker Lucie ugotovi, da ji vest ne bo dala mira, naredi samomor.
Naslednji dan Anna, ki je še vedno v hiši Belfondov, pokliče svojo mamo, kjer iz pogovora izvemo, da so starši Anno zlorabljali kot otroka. Anna nato odkrije skrivno podzemno dvorano v dnevni sobi. Tam najde ujeto in grozno mučeno dekle z imenom Sarah, kar je dokaz, da je Lucie imela prav o družini. Anna pomaga Sarah pobegniti, vendar kmalu zatem pride skupina neznancev, ki ubije Sarah, Anno pa ujamejo. Anna tako spozna njihovo vodjo, starejšo žensko z imenom Mademoiselle. Mademoiselle ji pove, da je vključena v skrivno filozofsko združenje, ki želi odkriti skrivnosti posmrtnega življenja z ustvarjanjem ''mučenikov''. Njihovi poskusi zajemajo mučenje mladih žensk, z namenom da bi njihovo trpljenje omogočilo ''mučenikom'' vpogled v posmrtno življenje. Mademoiselle prav tako verjame, da se svet deli na žrtve (tisti, ki ne morejo prenesti mučenja in znorijo, kot sta Sarah in Lucie), ter na mučenike (ljudi, ki ''sprejmejo'' trpljenje in lahko vidijo na drugi svet).
Anna tako postane najnovejši primerek skupine. Po tem, ko jo izolirajo in pretepajo, začne Anna imeti privide o pogovorih z Lucie. Čez čas ji povejo, da je zdržala dlje kot katerikoli primerek, in da jo še čaka ''zadnje dejanje''. Na živo ji olupijo kožo kar preživi in vstopi v povsem mirno duševno stanje. Takrat prispe Mademoiselle in Anna ji nekaj zašepeta na uho.
Člani združenja se zberejo v hiši, da bi slišali kaj je Anna povedala Mademoiselle. Medtem ko jo čaka, Mademoisellin pomočnik vpraša ali je to kar je povedala Anna bilo jasno. Mademoiselle potrdi in ga vpraša ali si lahko predstavlja kaj nas čaka po smrti. Ko ji on odgovori, da ne, mu ona reče ''dvomi naprej'' preden se ustreli in naredi samomor.
Film se konča s prizorom, kjer Anna negibno leži na mizi.

## Igralci
- Mylène Jampanoï kot Lucie Jurin
  - Jessie Pham kot mlada Lucie
- Morjana Alaoui kot Anna Assaoui
  - Erika Scott kot mlada Anna
- Catherine Bégin kot Mademoiselle
- Isabelle Chasse kot izmaličena ženska
- Robert Toupin kot oče (Mr. Belfond)
- Patricia Tulasne kot mama (Gabrielle Belfond)
- Juliette Gosselin kot Marie Belfond
- Xavier Dolan-Tadros kot Antoine Belfond
- Louise Boisvert kot Annina mati (glas)
- Jean-Marie Moncelet kot Étienne
- Emilie Miskdjian kot Sarah